# 伊万里駅
伊万里駅（いまりえき）は、佐賀県伊万里市新天町にある、九州旅客鉄道（JR九州）・松浦鉄道の駅である。

## 概要
佐賀県西部中心都市である伊万里市の代表駅で、伊万里市中心市街地南に位置する。JR九州筑肥線と、松浦鉄道西九州線の2路線が乗入れており、このうち筑肥線は当駅が終点である。
西九州線は旧国鉄・JR松浦線であり、当駅は国鉄・JRの駅として先に開業した松浦線を所属線としていた。国鉄時代は急行「平戸」「からつ」をはじめ、筑肥線と松浦線を直通運転する列車も設定されていた。1988年に松浦線が松浦鉄道西九州線に転換され、JRとしての所属線は筑肥線に変更されたあとも、JRと松浦鉄道は駅舎を共用しており、筑肥線と西九州線の線路もつながっていたが、2002年に道路を挟んでJRが使用する東駅舎と、松浦鉄道が使用する西駅舎に分かれ、線路も分断された。
筑肥線西区間は山本駅が起点となっているが、当駅に発着する列車は全て唐津線唐津駅または西唐津駅を始発・終点として筑肥線に乗入れている。西九州線は当駅で運行系統が分かれており、有田方面からの列車、たびら平戸口・佐世保方面からの列車の双方が、全て当駅で折返している。
なお当駅は松浦線の中間駅、筑肥線の終着駅として開設したが、松浦線はスイッチバック構造となっており、駅構内の配線は筑肥線と松浦線の双方向が直通可能となっていた。松浦線が松浦鉄道西九州線に転換され、両線の線路が分断されてからも西九州線のスイッチバックは残されている。

## 歴史
- 1898年（明治31年）8月7日：伊万里鉄道の駅として開設[2]。
- 1899年（明治31年）12月28日：伊万里鉄道を九州鉄道（初代）が買収。
- 1907年（明治40年）7月1日：九州鉄道（初代）が国有化され帝国鉄道庁が所管[2]。
- 1909年（明治42年）10月12日：伊万里線に路線名称制定。
- 1935年（昭和10年）3月1日：北九州鉄道が乗入開始[3]。
- 1937年（昭和12年）10月1日：北九州鉄道が国有化され、鉄道省筑肥線に所管[3]。
- 1945年（昭和20年）3月1日：伊万里線が松浦線に路線名改称。
- 1949年（昭和24年）5月22日：お召し列車が5分間停車。駅前奉迎が行われる（昭和天皇の戦後巡幸）[4]。
- 1982年（昭和57年）11月15日：貨物取扱廃止[2]。
- 1983年（昭和58年）3月22日：筑肥線改変に伴い、当駅が筑肥線の起点となる。
- 1987年（昭和62年）4月1日：国鉄分割民営化に伴い、九州旅客鉄道が継承[2]。
- 1988年（昭和63年）4月1日：JR松浦線が松浦鉄道西九州線に転換[2]、JR伊万里駅の所属を松浦線から筑肥線に変更[3]。
- 2002年（平成14年）
  - 3月1日：新駅舎が完成し、筑肥線・西九州線間が分断。
  - 10月20日：東西の駅ビル完成。

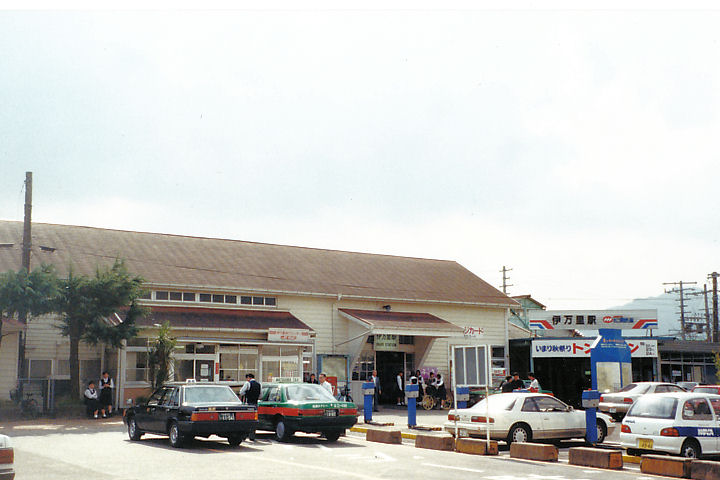
先代駅舎（1993年10月）
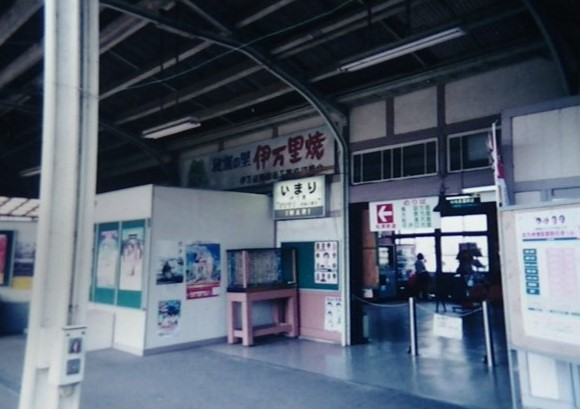
先代駅舎の正面改札（2001年8月）
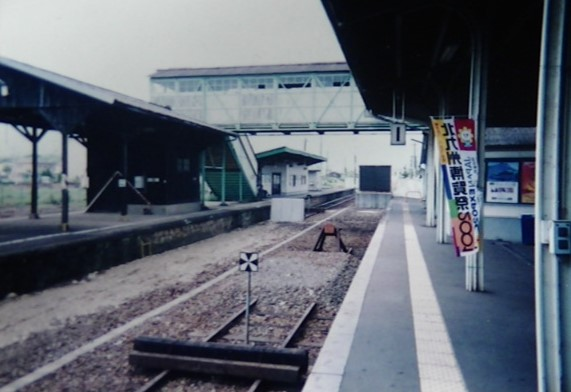
改築前の当駅構内（2001年8月）。既に線路は分断されている。手前が筑肥線、奥は松浦鉄道。

## 駅構造

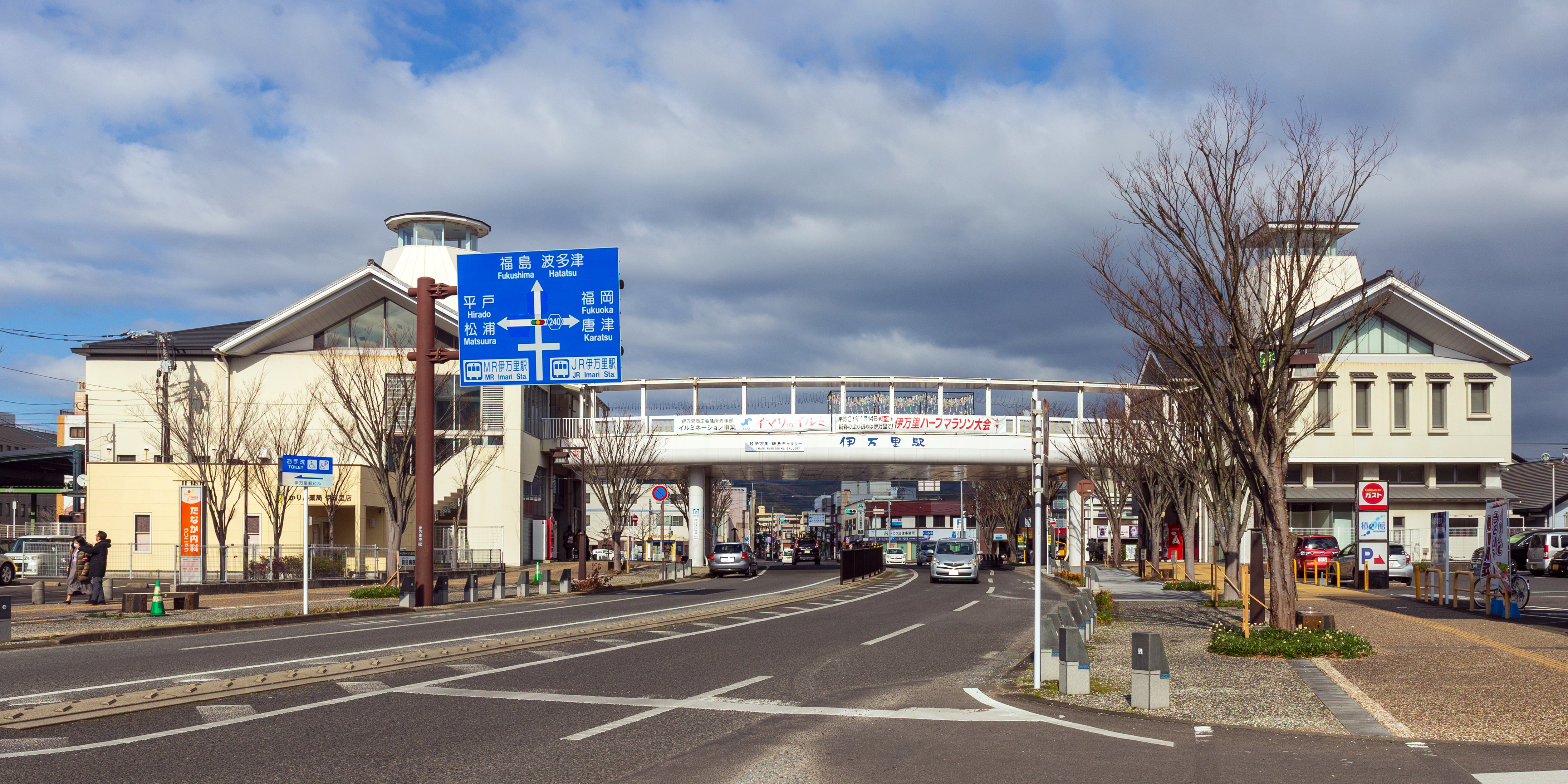
南側より。東西駅舎の間を県道240号が通り、その上をペデストリアンデッキがまたいでいる。

前述通り、1988年にJR松浦線が松浦鉄道西九州線に転換されてからも駅舎は共用されていたが、2002年3月1日に筑肥線と西九州線の線路が分断されたのに合わせて東駅舎 (JR) と西駅舎（松浦鉄道）の二つの駅舎に分かれて別々の駅となった。同年10月20日に東西の駅ビルが完成して現在の姿になっている。
地元の名産である伊万里焼にちなみ、駅舎デザインは焼き物を扱う商家の白壁と焼窯の煙突をモチーフにしている。
東西の駅は道路を挟んでペデストリアンデッキで繋がっていて、エレベーターがある。

### JR九州
単式ホーム1面1線を有する地上駅。
業務委託駅（JR九州サービスサポート受託者）。みどりの窓口が設置されているが、平日のみの営業である。

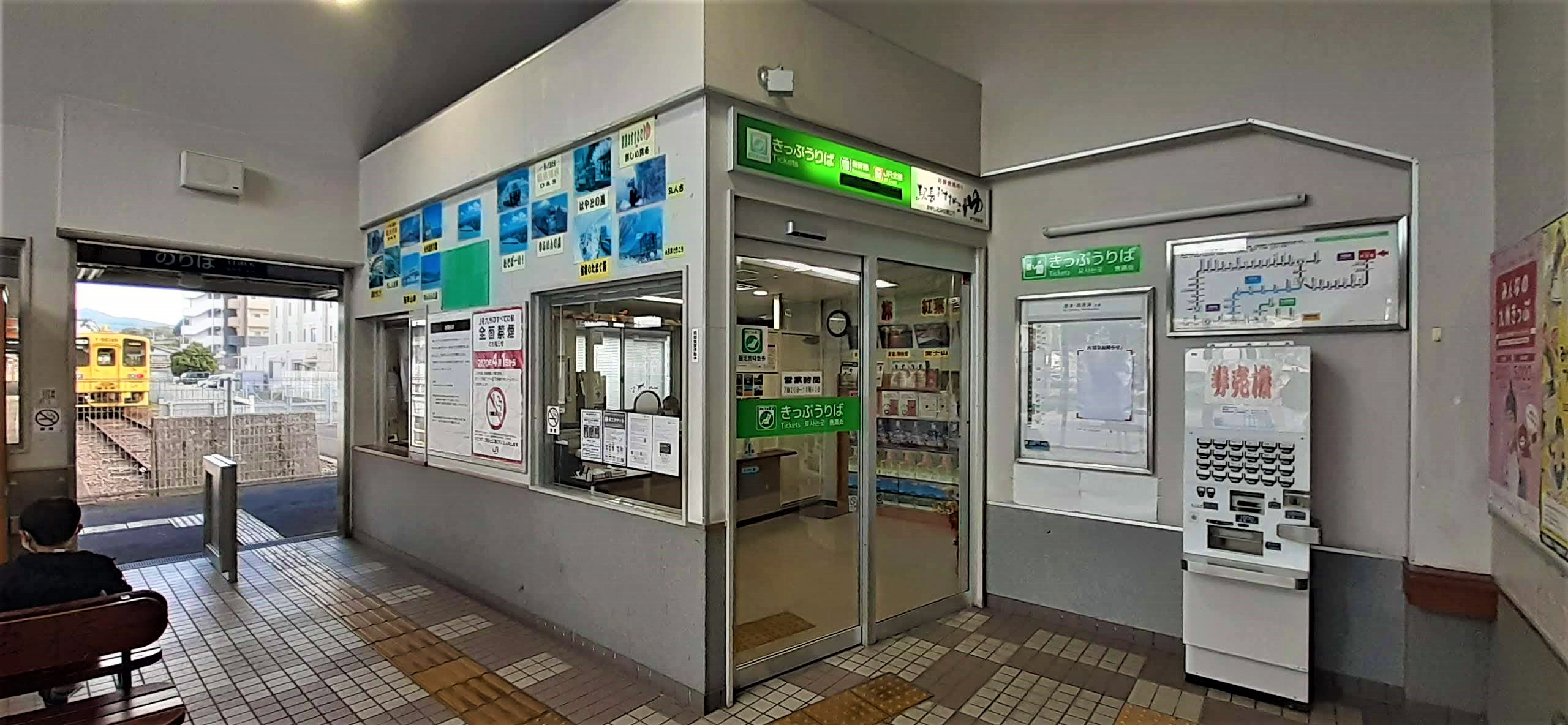
駅舎内（2020年11月）
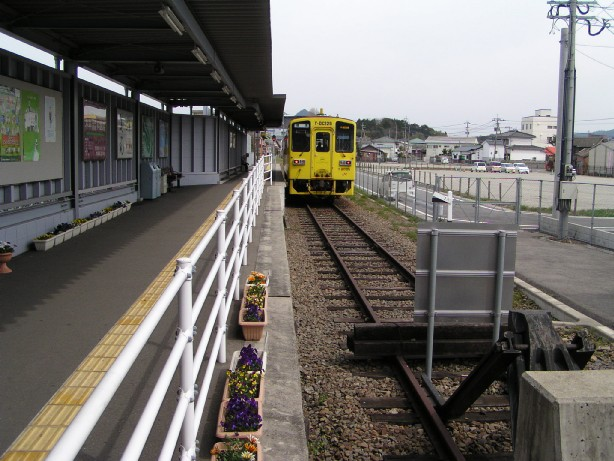
ホーム（2005年3月）
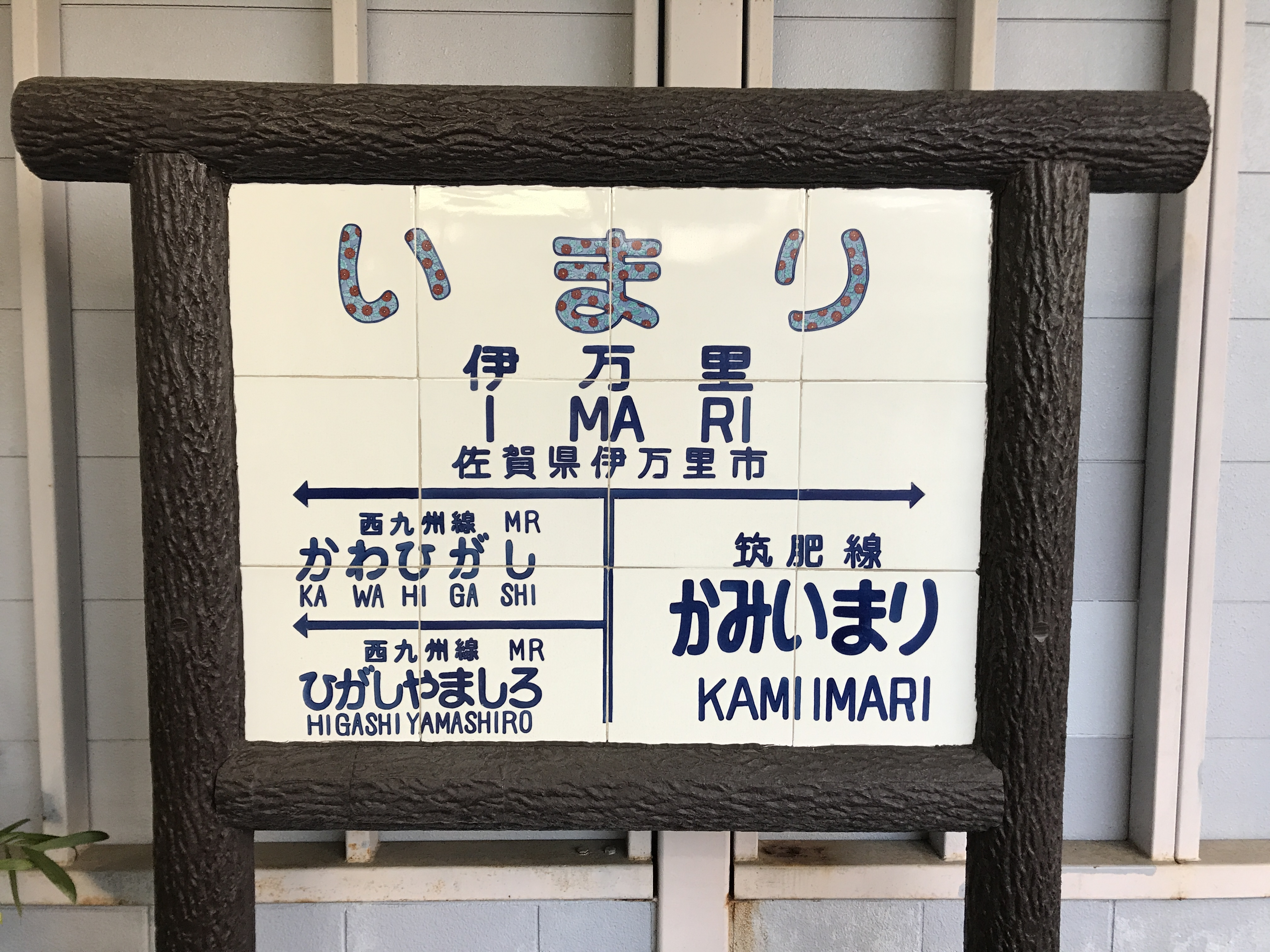
伊万里焼を模した駅名標（2017年4月）

### 松浦鉄道
頭端式ホーム2面3線を有する地上駅。前述の通り西九州線は当駅がスイッチバック構造である。1番線は有田方面とは繋がっていない。窓口及び自動券売機があるが、営業は駅員配置時間（昼間）のみとなっている。伊万里市所蔵の古伊万里や鍋島焼を展示する「伊万里・鍋島ギャラリー」が駅舎2Fに入っている。
2009年（平成21年）8月31日限りで伊万里バスセンターが閉鎖されたため、翌9月1日から西駅舎前に「伊万里駅前」バス停が新設され、駅舎内に西肥バスと昭和バスの乗車券の自動券売機が設置されている。バス定期券・回数券は駅舎内の伊万里市観光協会売店で販売している。
nimoca（SUGOCA等の相互利用可能ICカード含む）が利用可能であるが駅構内には対応機器は無く、列車内のカードリーダーにタッチすることで精算を行う。
2024年（令和6年）1月、クラウドファンディングにより伊万里市内7駅の駅名標が更新され、当駅でも駅名標が新調された。

#### のりば
| ホーム | 路線      | 方向 | 行先                                 |
| ------ | --------- | ---- | ------------------------------------ |
| 1・2   | ■西九州線 | 下り | 松浦・たびら平戸口・佐々・佐世保方面 |
| 3      | ■西九州線 | 上り | 有田方面                             |

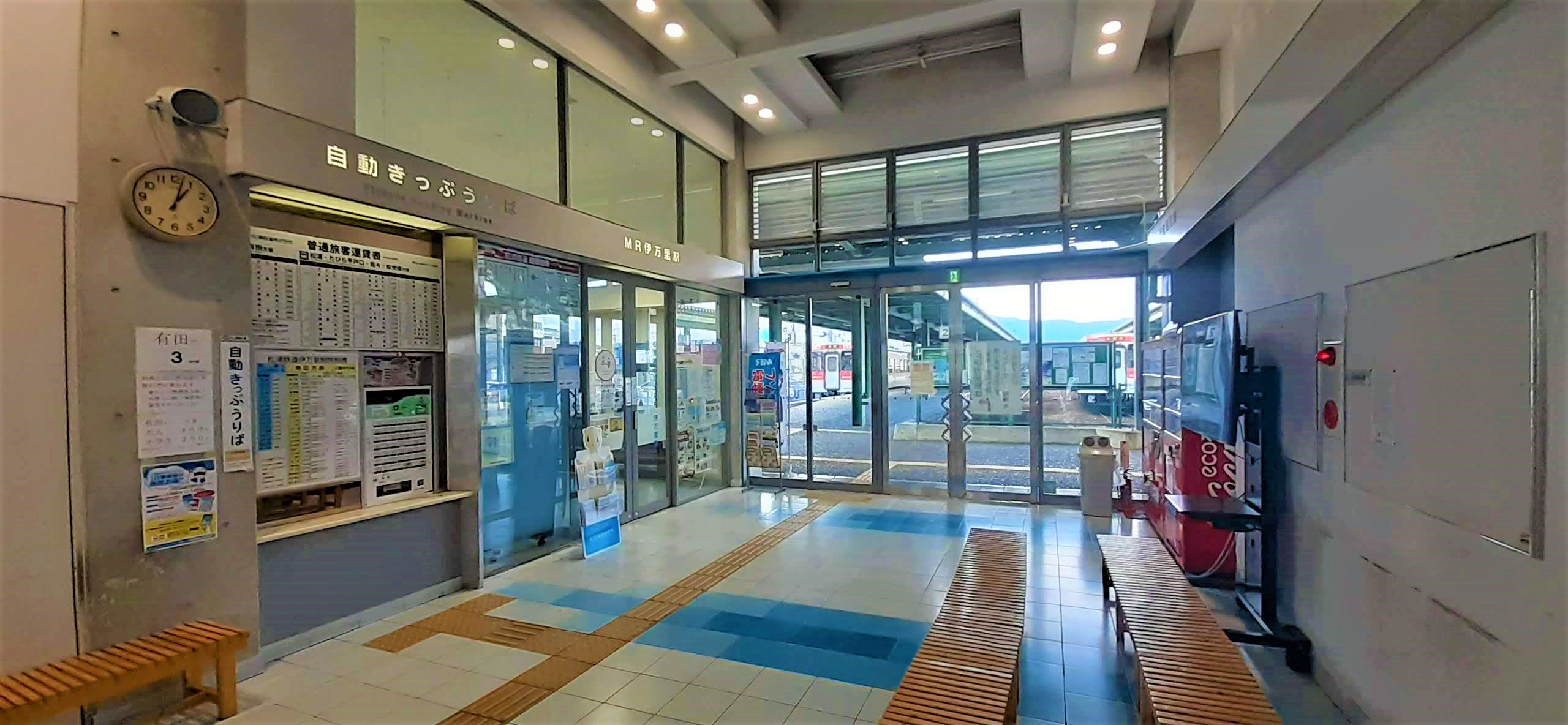
駅舎内（2020年11月）
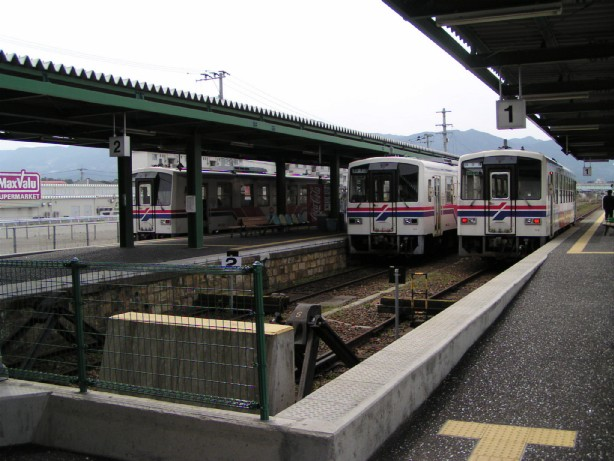
ホーム（2005年3月）

## 利用状況
- JR九州：2016年度の1日平均乗車人員は197人である。
- 松浦鉄道：2017年度の1日平均乗車人員は519人である。

| 年度   | 1日平均乗車人員 | 1日平均乗車人員 |
| 年度   | JR九州          | 松浦鉄道        |
| ------ | --------------- | --------------- |
| 2000年 | 378             | 912             |
| 2001年 | 362             | 885             |
| 2002年 | 336             | 821             |
| 2003年 | 340             | 817             |
| 2004年 | 322             | 732             |
| 2005年 | 313             | 742             |
| 2006年 | 286             | 699             |
| 2007年 | 288             | 586             |
| 2008年 | 263             | 687             |
| 2009年 | 268             | 597             |
| 2010年 | 266             | 621             |
| 2011年 | 248             | 623             |
| 2012年 | 224             | 628             |
| 2013年 | 200             | 568             |
| 2014年 | 201             | 559             |
| 2015年 | 196             | 567             |
| 2016年 | 197             | 516             |
| 2017年 | 非公表          | 519             |

## 駅周辺
駅北側は伊万里市中心市街地であり、南側は駅舎改築工事に伴い新しく造られた道路によって国道202号と繋がっている。
駅北側
- 伊万里郵便局
- 伊万里税務署
- 伊万里警察署
- 陶器商家資料館
- 伊萬里神社
- 国道204号
- 佐賀県立伊万里商業高等学校
- 敬徳高等学校
- エレナ伊万里店
- 伊万里信用金庫 本店

駅南側
- 国道202号
- マックスバリュ伊万里駅前店
- 伊万里市役所
- 伊万里市消防本部
- 法務局伊万里支局
- 伊万里信用金庫 南支店

## バス路線
西駅舎（松浦鉄道伊万里駅）前に「伊万里駅前」バス停があり、昭和自動車（昭和バス）、西肥自動車（西肥バス）等の路線バスが出ている。なお、伊万里駅前を終点とするバスは、道路向かい側の東駅舎（JR伊万里駅）前が乗降場となる。また、ユタカ交通の夜行バスや伊万里市コミュニティバス（いまりんバス）も発着する。

### 昭和バス
唐津・福岡方面
- 【高速】「いまり号」 伊万里駅前 - 山本（唐津市）- 唐津インター口 - 今組 - 福岡（天神・博多バスターミナル・福岡空港）

北波多・唐津方面
- 【唐津-伊万里線】[61] 伊万里駅前 - 東町 - 上伊万里 - 伊万里ふるさと村 - 大曲 - 北波多 - 千々賀 - 川原橋 - 大土井 - 用尺南 - 松浦橋 - 唐津バスセンター

### 西肥バス
西有田・佐世保方面
- [A1] 伊万里駅前 - 作井手 （- 伊万里有田共立病院※土日祝運休）- 蔵宿 - 伊万里口 - 三川内支所前 - 早岐田子の浦 - 卸本町入口 - 日宇駅前 - 藤原橋 - 佐世保駅前
- [W3] 伊万里駅前 - 作井手 （- 伊万里有田共立病院）- 蔵宿 - 伊万里口 - 三川内支所前 - 早岐田子の浦 - 卸本町入口 - 日宇駅前 - 藤原橋 - 佐世保駅前 - 松浦町中央公園口 - 佐世保市役所前 - 堺木 - 労災病院入口 - 矢峰 - 柚木

浦の崎・松浦方面
- 伊万里駅前 - 伊万里農林高校 - 浦の崎駅前 - 今福 - 調川駅前 - 松浦駅前
- 伊万里駅前 - 伊万里農林高校 - 浦の崎駅前 - 西分 （※日祝運休）
- 伊万里駅前 - 伊万里農林高校 （※日祝運休）
  - かつては松浦駅から先の平戸桟橋まで行く路線もあったが、現在は松浦駅で分断されている。

波多津・福島方面
- 伊万里駅前 （- 本町） - 木須 - 黒川 - 青嶺中学校 - 波多津 - 福島支所前

山内町・大川内山方面
- 伊万里駅前 - 東町 - 平尾 - 宮野 - 三間坂駅前
- 伊万里駅前 - 東町 - 平尾 - 大川内山
- 伊万里駅前 - 伊万里市役所 - 南ヶ丘 - 平尾 - 大川内山　（※土日祝運休）

### ユタカ交通
- 大阪・神戸方面夜行バス

### いまりんバス
伊万里市街を循環する路線と、郊外と市街地の間を結ぶ路線が発着している。

## 隣の駅
九州旅客鉄道（JR九州）
■筑肥線
上伊万里駅 - 伊万里駅
松浦鉄道
■西九州線
川東駅 - 伊万里駅 - 東山代駅
双方向の列車共に全て当駅が始発・終着であるため、当駅を跨いで乗車する場合は乗換が必要。